# Maesa macrosepala
Maesa macrosepala är en viveväxtart som beskrevs av Charles-Joseph Marie Pitard. Maesa macrosepala ingår i släktet Maesa och familjen viveväxter. Inga underarter finns listade i Catalogue of Life.